# El hombre de la pistola de oro (novela)
Para la película del mismo nombre, véase The Man with the Golden Gun.
El hombre de la pistola de oro es la novela número trece de la serie de James Bond, escrita por Ian Fleming y publicada póstumamente por Glidrose Publications el 1 de abril de 1965, ocho meses después de la muerte del autor. La novela no fue tan detallada o pulida como las demás de la serie, por lo que tuvo críticas pobres. A pesar de eso, el libro fue un superventas.
La historia se centra en el agente del servicio secreto británico James Bond, que había sido declarado desaparecido, y supuestamente muerto, después de su última misión en Japón. Bond regresa a Inglaterra a través de la Unión Soviética, donde le habían lavado el cerebro para asesinar a su superior, M. Después de ser "curado" por los doctores del MI6, Bond es enviado al Caribe para encontrar y matar a Francisco Scaramanga, que es el "hombre de la pistola de oro".
El primer borrador y parte del proceso de edición se completó antes de la muerte de Fleming y el manuscrito había pasado por las manos de su editor de copia, William Plomer, pero no fue tan brillante como otras historias Bond. Gran parte de los detalles de las novelas anteriores faltaba, ya que Fleming los agregaba en el segundo borrador. La editorial Jonathan Cape había pasado el manuscrito a Kingsley Amis para que diera su opinión y consejos sobre la historia, aunque sus sugerencias no fueron utilizadas posteriormente.
La novela fue serializada en 1965, en primer lugar en el Daily Express y luego en Playboy; en 1966 una adaptación en cómic también fue publicada en el Daily Express. En 1974 el libro fue adaptado libremente como la novena película de la serie de James Bond de Eon Productions, con Roger Moore interpretando a Bond y el primo de Fleming, Christopher Lee, como Scaramanga.

## Argumento
Tras estar desaparecido después de una misión en Japón donde mató a Ernst Stavro Blofeld, y estar en estado de "posiblemente muerto", James Bond se comunica repentinamente con el MI6, diciendo que es James Bond y necesita ver a M. Después de confirmar su identidad, Bond se reúne con M en las oficinas de MI6, e intenta matarlo. Los británicos descubren que después de estar en Japón, Bond cayó en manos del KGB y le hicieron un lavado de cerebro para matar a M.
Después de regresarlo a la normalidad, M envía a Bond a Jamaica a matar a Francisco Scaramanga, un asesino cubano al servicio del KGB. Bond viaja a Jamaica y encuentra a Scaramanga en un prostíbulo. Éste lo invita a trabajar para él como guardia de seguridad, bajo un nombre falso, Bond acepta, y es llevado a un hotel propiedad de Scaramanga, donde se realiza una reunión de supuestos hombres de negocios, en realidad criminales, destacando un tal Hendriks, quien resulta ser un enviado del KGB para dar órdenes a Scaramanga. Bond encuentra a su amigo Felix Leiter, quien también está de infiltrado en el hotel, y recibe la ayuda de Mary Goodnight, quien fue su secretaria por tres años, y enviada a Jamaica después de que Bond desapareciera en Japón.
Hendriks informa a Scaramanga que un tal James Bond ha sido enviado del MI6 para asesinarlo, y piensan que es el guardia (Bond). Scaramanga organiza un viaje en tren en el que van todos los criminales, y de improviso se ve en las vías una silueta de una mujer atada a ellas, por lo que Bond piensa que es Goodnight e intenta salvarla, descubriendo así su verdadera identidad.
Bond, con la ayuda de Leiter, logra matar a todos, incluido a Hendriks, pero solo hiere a Scaramanga. Leiter también resulta herido, y él y Bond saltan del tren, Bond busca a Scaramanga y antes de que Bond lo mate Scaramanga le piede que lo deje hacer una oración, Bond le permite hacerla, pero mientras está orando Scaramanga saca una diminuta pistola y le dispara a Bond, quien también le dispara, matándolo.

## Curiosidades
- En el capítulo 4, Bond recuerda su pasada aventura frente al Dr. No. Al mencionar a la chica, la llama "Honeychile Wilder". En realidad, el nombre de la chica era Honeychile Rider. De hecho, Honeychile Wilder fue una actriz estadounidense, de finales de los años 30, cuyo nombre sirvió de inspiración a Fleming. Tal vez haya sido la sorpresiva muerte de Fleming lo que dejó este lapsus calami sin corregir.

## Cambios hechos en la película
- El domicilio de Scaramanga es China en lugar de Jamaica.
- Bond usa seis tiros (uno en el tren que lo hiere, y cinco en la selva para matarlo), para matar a Scaramanga, no uno.
- Nick Nack no aparece en el libro.
- La pistola de oro era una Colt 0.45 bañada en oro. En la película, es una pistola única de calibre 4.5 mm desarmable y camuflada como pitillera (culata), encendedor (cámara para las balas); bolígrafo (cañón) y gemelo (gatillo).
- En la película, la apariencia de Scaramanga es desconocida, mientras que en la novela, MI6 tiene una completa descripción física suya.
- En la novela, Scaramanga fabrica sus propias balas, bañándolas en oro. En la película, Lazar hace las balas con oro de 23 quilates encargadas por Scaramanga.
- A Bond le lavan el cerebro en la Unión Soviética e intenta matar a M al principio de la novela, nada de esto ocurre en la película.
- Mary Goodnight no es secuestrada en la novela, como en la película.
- Felix Leiter no aparece en la película.

- Datos: Q1195639